# Jane Pierce
Jane Means Appleton Pierce (Hampton, 12 de marzo de 1806-Andover, 2 de diciembre de 1863) fue la esposa del presidente Franklin Pierce y primera dama de los Estados Unidos de 1853 a 1857.

## Primeros años
Nació en Hampton, Nuevo Hampshire, hija del reverendo Jesse Appleton, un ministro congregacionalista, y Elizabeth Means-Appleton; Jane fue una niña pequeña, frágil, tímida y melancólica. Era la tercera de seis hermanos. Después de la muerte de su padre, que había servido como presidente del Bowdoin College poco antes de que Franklin se inscribiera allí, se mudó con 13 años a la mansión de sus ricos abuelos maternos en Amherst. Mientras asistía a la escuela en Keene, Nuevo Hampshire, descubrió un temprano interés en la literatura.
Jane era una joven muy delgada, estimándose que medía 1,63 m y pesaba tan solo 45 kilos. Era callada y propensa a profundas depresiones, dependiendo de los demás para salir adelante, especialmente sus tías Abigail Kent Means y Mary Appleton Aiken, que la visitaban a menudo.

## Matrimonio
No se sabe exactamente cómo conoció a Pierce, un abogado joven con ambiciones políticas, pero su cuñado Alpheus S. Packard era uno de los profesores de Pierce en Bowdoin. Probablemente se conocieron allí. Franklin, con casi 30 años, y Jane, de 28, se casaron el 19 de noviembre de 1834, en casa de los abuelos maternos de la novia en Amherst, Nuevo Hampshire. La familia de Jane se oponía a la unión debido a las ambiciones políticas de Pierce. El reverendo Silas Aiken, un cuñado de Jane, ofició la sencilla ceremonia. La pareja pasó seis días de luna de miel en la pensión de Sophia Southurt cerca de Washington D. C.
En 1836, su primer hijo, Franklin Jr murió a los tres días de su nacimiento. Franklin Pierce era miembro de la Cámara de Representantes de los Estados Unidos en la época que contrajo matrimonio y se convirtió en senador de los EE. UU. en 1837. Jane se vio obligada a ser la mujer política que nunca quiso ser. Odiaba la vida en Washington D. C., y animó a su marido a dimitir de su asiento en el senado y regresar a Nuevo Hampshire, lo que hizo en 1842. Culpaba a la política de todos los problemas en su vida, que incluían la muerte de su hijo y el consumo excesivo de alcohol de Franklin. Su servicio en la guerra estadounidense-mexicana le trajo el rango de general de brigada y fama local como héroe. Regresó a casa sin incidentes, y durante cuatro años los Pierce vivieron tranquilamente en Concord, Nuevo Hampshire. Desafortunadamente su hijo Frank murió de tifus un año más tarde, causando tensión en la familia entera y provocando problemas de salud a Jane. En 1848, el presidente James K. Polk ofreció a Franklin un nombramiento como fiscal general de los Estados Unidos; sin embargo, debido a la objeción de Jane, declinó. Un asiento en el Senado de los EE. UU. y la Oficina de Gobernador de Nuevo Hampshire le fueron también ofrecidos, y de nuevo rechazó los cargos aduciendo razones familiares.
En 1852, el Partido Demócrata convirtió a Pierce en su candidato a presidente; Jane se desmayó con la noticia. Cuando la llevó a Newport para un respiro, Benny de 11 años escribió a su madre: "espero que no sea elegido, no me gustaría estar en Washington y sé que a ti tampoco." Pero el presidente electo convenció a su mujer de que su mandato sería una ventaja para el éxito de Benny en la vida.

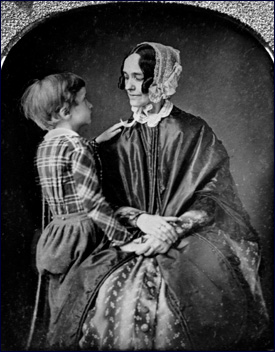
Jane Pierce fotografiada con su último hijo superviviente, Benjamin Pierce. El niño murió en 1853 en un accidente de tren, dos meses antes de que su padre tomara el cargo como presidente.

Los Pierce aparentemente tenían un afecto genuino el uno hacia el otro, pero se peleaban a menudo— prefiriendo la vida privada, ella se oponía a su decisión de postularse a presidente— y gradualmente se fueron distanciando. Cuando Benny murió en un accidente de tren antes de la investidura el 6 de enero de 1853, Jane creyó que a Dios le disgustaban las ambiciones políticas de su marido. El 4 de marzo, tuvo lugar la investidura presidencial y Jane no asistió a la ceremonia. Se mantuvo distante durante la presidencia de su marido, envuelta en melancolía después de perder a sus hijos pequeños. Nunca se recuperó de ello.
Durante casi dos años, permaneció en los cuartos de arriba de la Casa Blanca, pasando sus días escribiendo cartas a su hijo muerto. Dejó los deberes sociales en manos de su tía Abby Kent-Means y su amiga cercana Varina Davis, esposa del Secretario de Guerra Jefferson Davis. Pierce hizo su primera aparición oficial como primera dama en la recepción de Año Nuevo en 1855 y después sirvió como anfitriona de la Casa Blanca de manera intermitente durante el resto del mandato de su marido, que terminó en 1857. 
Murió de tuberculosis en Andover, Massachusetts, el 2 de diciembre de 1863. Fue enterrada en el Old North Cemetery en Concord, Nuevo Hampshire; su marido fue enterrado junto a ella a su muerte en 1869.

## Hijos
Los Pierce tuvieron tres hijos, todos murieron en la infancia:
- Franklin Pierce, Jr. (2 de febrero–4 de febrero de 1836)
- Franklin "Frank" Robert Pierce (1839 – 1843) – muerto a los cuatro años en una epidemia de tifus.
- Benjamin Pierce (13 de abril de 1841 – 6 de enero de 1853) – Dos meses antes de la investidura de Franklin Pierce como presidente, sufrieron un accidente cuando la familia viajaba en tren de Andover, Massachusetts, a Concord, Nuevo Hampshire para asistir al funeral de un amigo familiar. Minutos después de la salida de la estación, su vagón de pasajeros se soltó del tren y rodó por una pendiente volcando. La única víctima mortal fue Benjamin Pierce.